# Etelberto de Wessex
Etelberto (em inglês antigo: Æþelberht; 835 — 865) foi o rei da Saxônia Ocidental de 860 até à sua morte, em 865. Foi o terceiro filho do rei Etelvulfo e da sua primeira esposa, Osburga. Etelberto foi pela primeira vez mencionado como testemunha duma carta em 854. No ano seguinte, Etelvulfo peregrinou a Roma e nomeou seu filho mais velho ainda vivo, Etelbaldo, rei da Saxônia Ocidental, enquanto Etelberto se tornou rei do território recentemente conquistado de Câncio. Etelberto pode ter entregado a sua posição ao seu pai assim que regressa da peregrinação, mas retomou (ou manteve) o reinado no sudeste após a morte do seu pai, em 858.
Quando Etelbaldo morreu em 860, Etelberto uniu os dois territórios sob seu domínio. Não nomeou um sub-rei e, pela primeira vez, a Saxônia Ocidental e Câncio foram totalmente unificados. Parece ter tido boas relações com seus irmãos mais novos, os futuros reis Etelredo I e Alfredo, o Grande. O reino sofreu ataques viquingues durante o seu reinado, mas nada equiparado com as invasões que se sucederam após sua morte. Morreu no outono de 865 e foi enterrado ao lado do seu irmão Etelbaldo na Abadia de Escireburna, em Dorcéstria. Etelredo é quem o sucede.

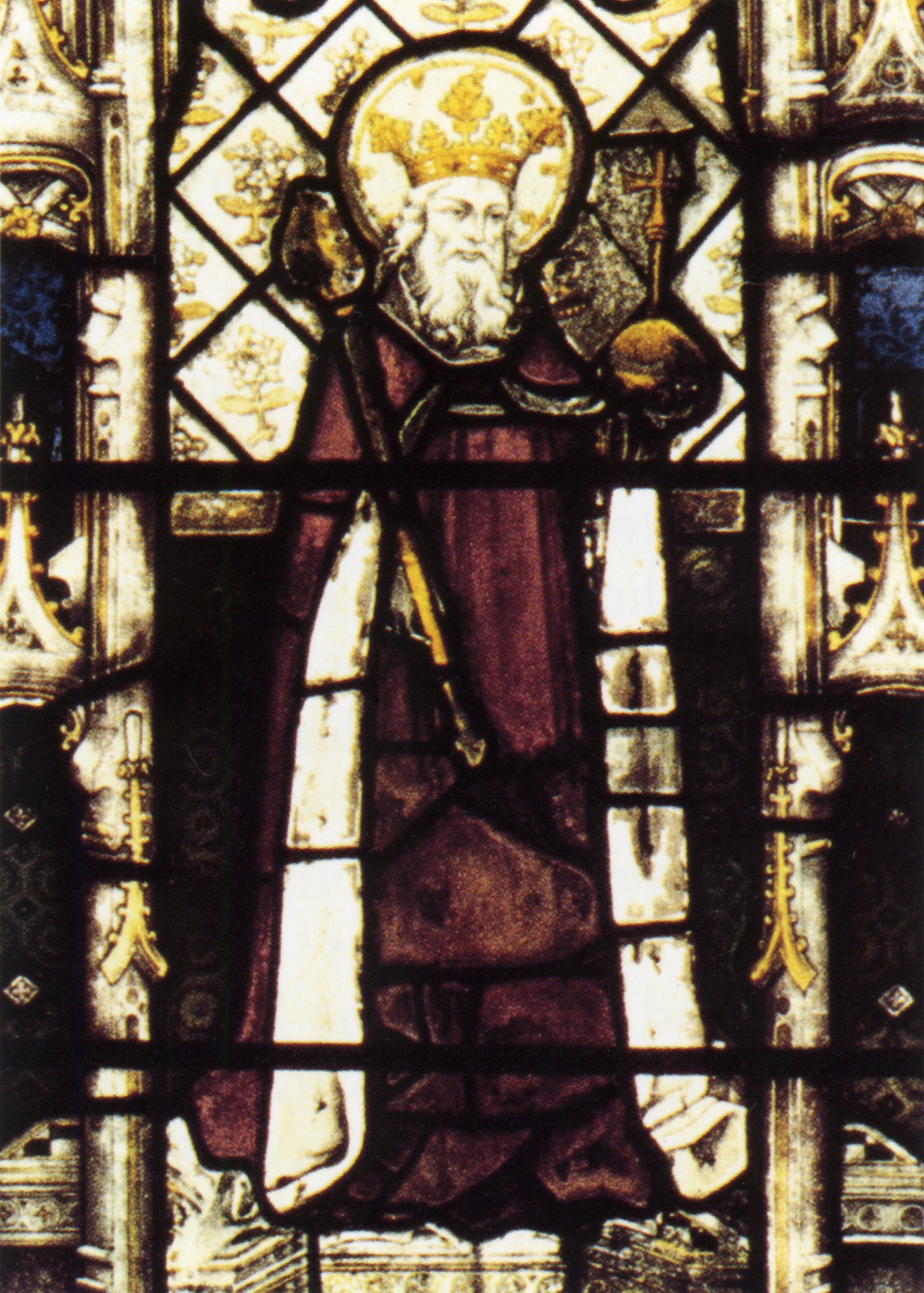
Ilustração de Etelberto numa vidraça

## Passado histórico
Quando o avô de Etelberto, Egberto, se tornou rei da Saxônia Ocidental em 802, parecia pouco provável que este estabelecesse uma dinastia duradoura. Por duzentos anos, três famílias haviam lutado pelo trono do oeste saxónico e nenhum filho sucedeu seu pai como rei. A ligação mais próxima a Egberto com um antecessor ao rei da Saxônia Ocidental era um tataraneto de Ingildo, irmão do rei Ine (688–726), mas acreditava-se que este fosse um descendente paterno de Cerdico, o fundador da dinastia saxónica ocidental, que fez dele um etelingo, um príncipe que teria legitima reivindicação ao trono. Mas nos séculos IX e X, a linhagem de Egberto tomou o reino, sendo que todos os etelingos foram filhos de reis.
No início do século IX, a Inglaterra encontrava-se quase totalmente sob o controlo dos anglo-saxões. A Mércia dominava o sul, mas a sua supremacia chegara ao fim em 825, quando foi decisivamente derrotada por Egberto na Batalha de Ellendun; os reinos tornaram-se aliados, fato importante na resistência aos ataques viquingues. No mesmo ano, enviou seu filho Etelvulfo à tomada do sub-reino mércio de Câncio (a área do atual condado mais Saxônia Oriental, Súrria e Saxônia Meridional) e outorga-lhe lugar-tenência do reino como sub-rei (em latim: subregulus). Em 835, a Sheppey foi arrasada pelos viquingues que no ano seguinte derrotaram Egberto em Carhampton, em Somersécia, mas em 838 Egberto venceu uma aliança córnico-viquingue na Batalha de Hingston Down, reduzindo a Cornualha ao estado de reino cliente. Morre em 839 e é sucedido por Etelvulfo, que nomeou o seu filho mais velho Etelstano o sub-rei de Câncio. Etelvulfo e Egberto podem não ter pretendido a união permanente entre Saxônia Ocidental e Câncio, pois ambos nomearam filhos como sub-reis e as cartas em Saxônia Ocidental eram documentadas por magnatas saxões ocidentais, enquanto as cartas de Câncio eram documentadas pela elite de Câncio; os reis mantiveram o controle geral e os sub-reis não tinham permissão para emitir a sua própria moeda.
Os ataques viquingues aumentaram no início da década de 840 nos dois lados do Canal da Mancha e, em 843, Etelvulfo foi derrotado pelas campanhas compostas por 35 navios dinamarqueses em Carhampton. Em 850, Etelstano derrotou uma frota dinamarquesa de Sandwich na primeira batalha naval registada na história inglesa. Em 851, Etelvulfo e o seu segundo filho, Etelbaldo, derrotaram os viquingues na Batalha de Aclea e, de acordo com a Crônica Anglo-Saxónica, "houve o maior massacre dum exército de invasores pagãos de que alguma vez tenhamos ouvido falar e nele saíram vitoriosos".

## Vida

### Vida pregressa

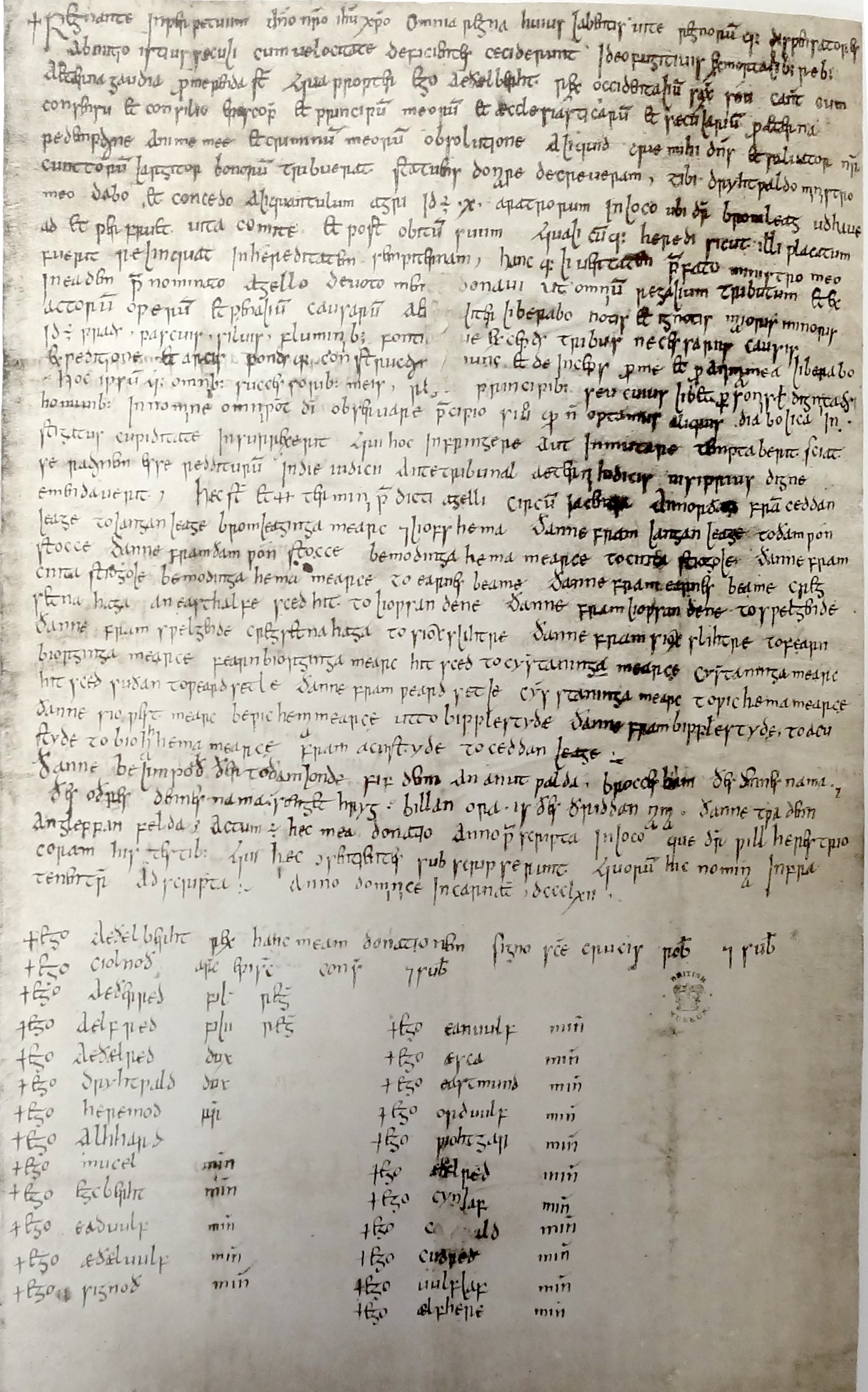
Carta S 331, datada de 862. Etelberto deu terras em Bromley, em Câncio, ao ministro Dritualdo.

Etelberto aparece pela primeira vez quando atestou cartas em 854. No ano seguinte, Etelvulfo foi em peregrinação a Roma após nomear seu filho mais velho, Etelbaldo, sub-rei da Saxônia Ocidental e Etelberto, rei de Câncio, Súrria, Saxônia Oriental e Meridional, nomeações que sugerem que seus filhos deveriam suceder aos reinos separados, quer retornassem ou não à Inglaterra. Etelberto atestou as cartas enquanto duque (ealdormano) em 854 e como rei em 855. Em 856, Etelvulfo regressou à Inglaterra com uma nova esposa, Judite, filha de Carlos, o Calvo, rei dos francos ocidentais. Etelbaldo, com o apoio de Ealstano, bispo de Escireburna, e Eanulfo, duque de Somersécia, recusou-se a renunciar do seu reinado da Saxônia Ocidental. Etelvulfo comprometeu-se a evitar uma guerra civil, mas os historiadores divergem de como o reino foi dividido. Para Asser, Etelvulfo foi designado aos "distritos orientais", e a maioria dos historiadores supõe que Etelbaldo manteve Saxônia Ocidental enquanto Etelberto deixou Câncio ao seu pai;  outros acreditam que a Saxônia Ocidental foi cindida, com Etelbaldo reinando o oeste e Etelvulfo o leste, e Etelberto em Câncio.
Etelvulfo confirmou que pretendia a divisão permanente do seu reino, pois propunha que, ao morrer, Etelbaldo fosse rei da Saxônia Ocidental e Etelberto, rei de Câncio. Esta proposta foi levada a cabo quando Etelvulfo morreu em 858. Segundo a Crónica Anglo-Saxónica : "E então, os dois filhos de Etelvulfo sucederam ao reino: Etelbaldo ao reino da Saxônia Ocidental, e Etelberto ao reino dos habitantes de Câncio e ao Reino da Saxônia Oriental e a Súrria e ao Reino da Saxônia Meridional ". Etelbaldo foi posteriormente condenado pelo biógrafo de Alfredo, o Grande, Asser, tanto por se ter voltado contra o seu pai como por se casar com a viúva do seu pai, apesar de tudo, parece que ele manteve bons relacionamentos com Etelberto. Em 858, Etelbaldo emitiu uma carta constitutiva (S 1274) relativa à terra em Súrria e, portanto, no território do seu irmão, e uma carta que ele emitiu em 860 (S 326) foi testemunhada por Etelberto e Judite.
Etelberto parece ter feito alterações significativas no pessoal com o testemunho de 21 tanos na carta de Câncio de 858 (S 328), dos quais 14 não testemunharam a carta restante do seu pai. Entre eles estava Eastemundo, que Etelberto depois fez duque de Câncio.  A carta é considerada importante pelos historiadores porque esclarece as obrigações da folclândia.

### Reinado
A separação da Saxônia Ocidental e Câncio foi logo revertida quando Etelbaldo morreu sem filhos em 860 e Etelberto sucedeu nestes reinos. Etelredo e Alfredo podem ter tido a intenção de suceder na Saxônia Ocidental, mas eram jovens demais, pois a preferência era pelos adultos como reis, especialmente quando o país estava sob ameaça viquingue.  Durante o domínio de Etelberto sobre todo o reino, a Saxônia Ocidental e suas recentes conquistas no sudeste tornaram-se um reino unido pela primeira vez. Ao contrário de seu pai e avô, não nomeou outro membro de sua família como sub-rei de Câncio. Uma carta de Câncio emitida no primeiro ano de seu reinado (S 327) foi a primeira a incluir um complemento completo de testemunhas saxônicas ocidentais e câncias, embora, então, retornou às cartas afiliadas localmente.
O historiador Simon Keynes vê essa carta como:
| “ | [...] um desenvolvimento altamente significativo. É excepcional nomear não apenas o arcebispo da Cantuária e o bispo de Rochester (que é tudo o que poderíamos esperar em uma carta de Câncio), mas também os bispos de Escireburna, Vintônia, Selsey e (mais notavelmente) Londres.[d] Também é excepcional em ter os testemunhos de não menos que dez duques, das partes ocidental e oriental do reino. Quando colocado no contexto de outras cartas saxônicas ocidentais do século IX, essa carta parece refletir uma assembleia de um tipo não visto anteriormente, e uma espécie de assembleia que refletia os novos arranjos para a unificação da Saxônia Ocidental e do sudeste. | ” |

Segundo a Crônica Anglo-Saxônica, Etelberto reinou "em boa harmonia e em grande paz" e "em paz, amor e honra". Parece ter mantido boas relações com seus irmãos e numa carta de 861 (S 330) concedeu terras à Abadia de São Agostinho, na Cantuária, em troca da contínua lealdade do abade a ele e seus irmãos. Alguns historiadores pensam que eles acordaram que todos sucederiam ao trono. Em duas cartas em 862 e 863 (S 335 e S 336), Etelredo faz concessões como rei dos saxões ocidentais e Etelberto não é citado. Na visão de Keynes, Etelberto pode ter delegado algum poder na Saxônia Ocidental, talvez em sua ausência. Porém, uma carta de Etelberto datada de dezembro de 863 (S 333) é atestada por Etelredo e Alfredo como "filho do rei" (em latim: filius regis). Etelberto concedeu imunidade dos serviços reais e judiciais à igreja de Escireburna em honra das almas de seu pai Etelvulfo e seu irmão Etelbaldo. Ao contrário da maioria das cartas, em latim, esta está em inglês antigo, e os historiadores discordam se isso reflete uma tendência de maior uso do vernáculo como mais adequada para registrar documentos legais ou apoio à alegação posterior de Alfredo de que o conhecimento do latim decaiu quando subiu ao trono em 871.
O reinado de Etelberto começou e terminou com ataques viquingues. Em 860, um exército navegou do Somara, na Gália, à Inglaterra e saqueou Vintônia, mas foram derrotados por homens de Hantônia e Bercéria. Provavelmente, no outono de 864, outro exército viquingue acampou em Thanet e lhe foi prometido dinheiro em troca de paz, mas quebraram sua promessa e devastaram o leste de Câncio. Esses ataques foram menores em comparação com os eventos após a morte de Etelberto, quando os viquingues quase conquistaram a Inglaterra.

### Cunhagem

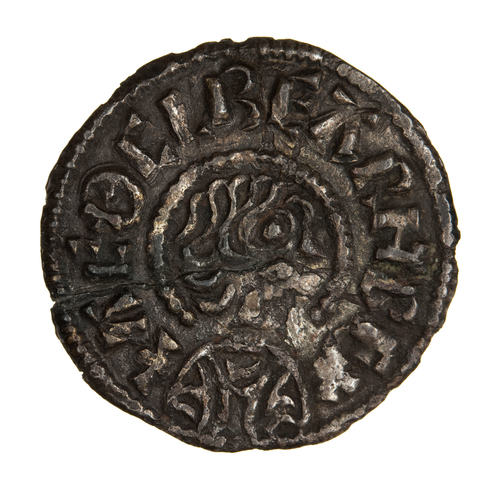
Moeda de Etelberto de ca. 862

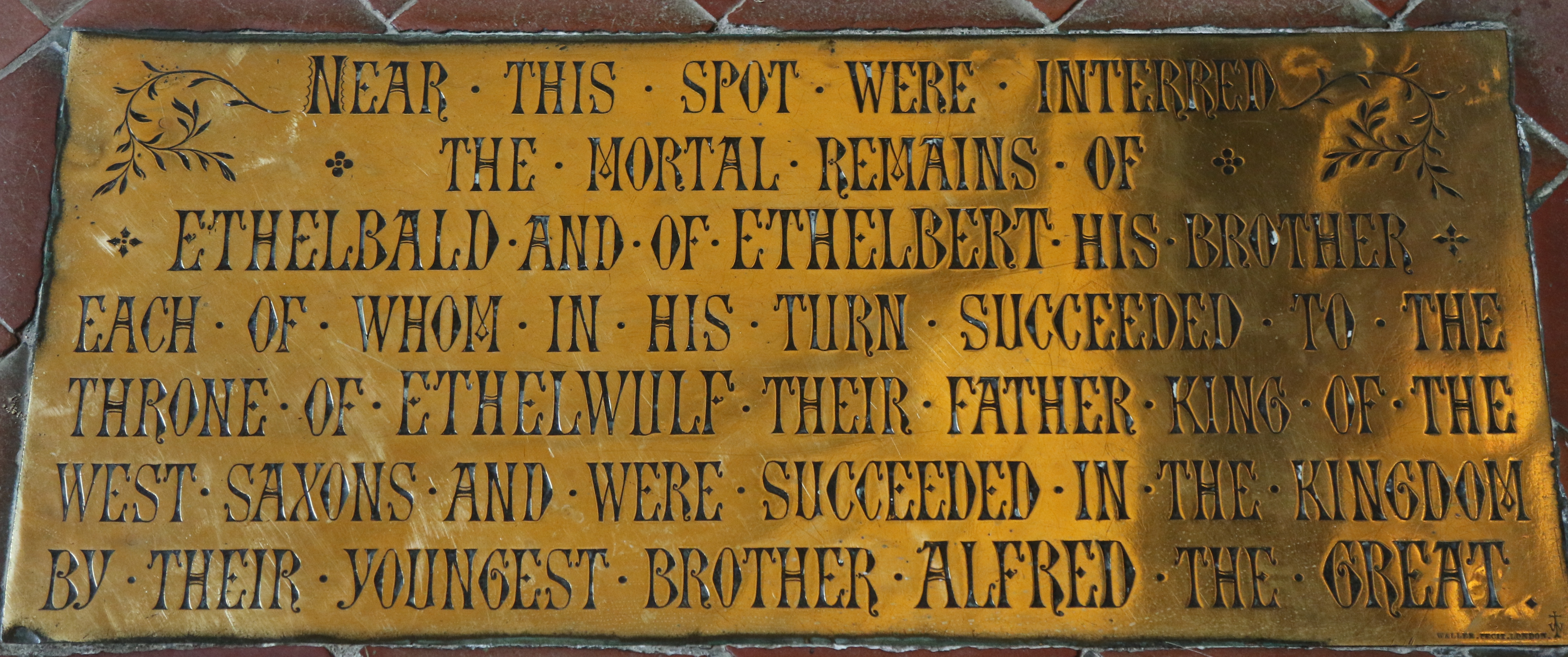
Memorial de Etelbaldo e Etelberto na Abadia de Escireburna

No final do século VIII e durante o IX, a única denominação de moeda produzida no sul da Inglaterra era a moeda de prata. Moedas foram cunhadas numa cidade não identificada na Saxônia Ocidental, mas a atividade em meados do século IX era mínima e nenhuma moeda da Saxônia Ocidental de Etelberto é conhecida. Câncio tinha casas da moeda na Cantuária e Rochester que faziam moedas em nome de Etelvulfo até 858 e Etelberto depois disso. A falta de moedas em nome de Etelbaldo é prova de que tinha nenhuma soberania sobre Etelberto. No início do século IX, a qualidade da inscrição e do busto do rei em moedas declinou, mas refloresceu no pêni de Cruz Inscrita no fim do tempo de Etelvulfo e isso continuou sob Etelberto, que introduziu a rara Cruz Floreada em cerca de 862.  Houve aumento acentuado no número de cunhadores: 12 emitiram moedas de Cruz Inscrita sob Etelvulfo e 50 sob Etelberto. Isso pode ter sido devido a um recuo iniciado no final do reinado de Etelvulfo e continuando em Etelberto, quando moedas antigas foram reunidas e fundidas para fazer novas moedas. O conteúdo de prata da Cruz Inscrita caiu para menos de 50% e um pêni cunhado na Cantuária tem apenas 30%, mas uma moeda de Cruz Floreada tem 84%, talvez indicando que se destinava a uma recunhagem com maior finura. Houve também uma crescente padronização do desenho na moeda, refletindo um maior controle real sobre a moeda e a cunhagem em meados do século IX.

### Morte e reputação
Etelberto morreu de causas desconhecidas no outono de 865. Foi enterrado na Abadia de Escireburna, em Dorcéstria, ao lado de seu irmão Etelbaldo, mas os túmulos haviam sido perdidos no século XVI. Não teve filhos conhecidos[e] e foi sucedido por seu irmão Etelredo. Segundo Asser, que baseou seu relato de eventos antes de 887 principalmente na Crônica Anglo-Saxônica: "Então, depois de governar em paz, amor e honra por cinco anos, Etelberto seguiu o caminho de toda carne, para a grande tristeza de seu povo; e é enterrado honrosamente ao lado de seu irmão, em Escireburna." A visão de Asser foi seguida por historiadores pós-conquista. João de Vigórnia copiou as palavras de Asser, enquanto Guilherme de Malmesbúria o descreveu como "um governante vigoroso, mas gentil". O historiador do século XX, Alfred Smyth, salienta que a Crônica Anglo-Saxônica, que foi escrita pela primeira vez no reinado de Alfredo, registrou apenas dois eventos no reinado de Etelberto, os ataques a Vintônia e ao leste de Câncio e não associa o rei pessoalmente a eles. Smyth argumenta que isso refletia uma agenda dos propagandistas de Alfredo para minimizar as conquistas de seus irmãos para melhorar sua reputação.